# Pavetta mufindiensis
Pavetta mufindiensis är en måreväxtart som beskrevs av Diane Mary Bridson. Pavetta mufindiensis ingår i släktet Pavetta och familjen måreväxter. Inga underarter finns listade i Catalogue of Life.